# Phyllagathis penrissenensis
Phyllagathis penrissenensis är en tvåhjärtbladig växtart som beskrevs av Nicoletta Cellinese. Phyllagathis penrissenensis ingår i släktet Phyllagathis och familjen Melastomataceae. Inga underarter finns listade i Catalogue of Life.